# Mioara David
Mioara David (n. 15 mai 1970, Brașov) este o scrimeră română specializată pe floretă, laureată cu argint pe echipe la Campionatul Mondial din 1993 de la Essen și la cel din 1997 de la Cape Town. A fost crescută de Vlad Șerban-Movilă la CS Tractorul Brașov înainte de se transfera la CS BNR București. A fost campioană a României în 1990.